# Sports d'époque
 (avril 2013).
Si vous disposez d'ouvrages ou d'articles de référence ou si vous connaissez des sites web de qualité traitant du thème abordé ici, merci de compléter l'article en donnant les références utiles à sa vérifiabilité et en les liant à la section « Notes et références ».
Sports d'époque est une entreprise française spécialisée dans la réédition de maillots de sport. Sports d'époque a pour logo les deux anneaux entrelacés, inspiré par le symbole de l'USFSA (Union des sociétés françaises de sports athlétiques) porté au début du siècle dernier par les athlètes français. Le siège de Sports d'époque se situe à Saint-Germain-en-Laye, en région parisienne.

## Histoire

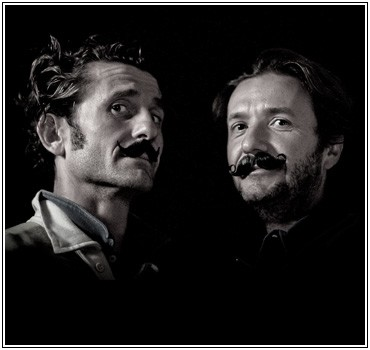
Benoît et Géraud d'Argenlieu, les deux fondateurs de l'entreprise Sports d'époque

L'entreprise Sports d'époque est créée en 2007 par les frères Benoît et Géraud d'Argenlieu. C'est en consultant un livre sur l'histoire du sport, et en regardant les photos de matchs de légende qu'ils décident de rééditer les maillots marquants de l'histoire du rugby.
L'entreprise a reçu en 2011 le grand prix des jeunes créateurs du commerce d’Unibail Rodamco. 
Le développement de l'entreprise et le succès de leurs maillots les poussent à rééditer des maillots de football et d'athlétisme. Initialement distribué uniquement sur internet et chez des détaillants, la marque développe, en 2012, des stands éphémères dans les grands magasins parisiens. Après avoir ouvert une première boutique dans Paris en 2012, la marque dispose désormais de quatre nouveaux points de vente en propre dans la capitale et en province .

## Production
Les produits sont fabriqués dans le sud-ouest français et au Portugal. Les usines françaises qui rééditent les maillots sont précisément celles qui produisaient les originaux dans les années 1950.